# Klimauski
Klimauski (biał. Клімаўскі; ros. Климовский, Klimowskij) – osiedle na Białorusi, w obwodzie homelskim, w rejonie homelskim, w sielsowiecie Jaromina.